# Кызылсай (Акмолинская область)
Кызылсай (каз. Қызылсай) — упразднённое село в Жаксынском районе Акмолинской области Казахстана. Упразднено в 2019 г, старое название Энтузиаст. Бывший административный центр Кызылсайского сельского округа. Код КАТО — 115265100.

## Население
В 1999 году население села составляло 403 человека (209 мужчин и 194 женщины). По данным переписи 2009 года, в селе проживало 97 человек (51 мужчина и 46 женщин).

## Известные жители и уроженцы
- Кожантаев, Жамшит Жунисович (род. 1926) — Герой Социалистического Труда.